# مديرية عرماء

تعديل مصدري - تعديل

مديرية عرماء هي إحدى مديريات محافظة شبوة في اليمن. بلغ عدد سكانها 10188 نسمة عام 2004.